# استیونسن (آلاباما)
استیونسن (به انگلیسی: Stevenson) شهری در شهرستان جکسون ایالت آلاباما است که مساحت آن ۲۱٫۰۶ کیلومتر مربع است و در سرشماری سال ۲۰۱۰ میلادی، ۲٬۰۴۶ نفر جمعیت داشته و تراکم جمعیتی آن، ۹۷٫۱۵ نفر در هر کیلومتر مربع بوده است.